# Tork Tappeh
Tork Tappeh (persiska: تولكی تَپِّه, تُلكی تَپِّه, ترك تپه, تولكی, Tūlkī Tappeh) är en ort i Iran.   Den ligger i provinsen Hamadan, i den nordvästra delen av landet, 220 km väster om huvudstaden Teheran. Tork Tappeh ligger 1 972 meter över havet och antalet invånare är 451.
Terrängen runt Tork Tappeh är platt åt sydväst, men åt nordost är den kuperad. Runt Tork Tappeh är det ganska glesbefolkat, med 47 invånare per kvadratkilometer. Närmaste större samhälle är Razan, 13,9 km sydost om Tork Tappeh. Trakten runt Tork Tappeh består i huvudsak av gräsmarker.